# Љутина (Сабинов)
Љутина (слч. Ľutina) насељено је мјесто са административним статусом сеоске општине (слч. obec) у округу Сабинов, у Прешовском крају, Словачка Република.

## Становништво
| Година:    | 1994. | 2004.   | 2014.    | 2024.   |
| ---------- | ----- | ------- | -------- | ------- |
| Број људи: | 434   | 428     | 472      | 483     |
| Разлика:   |       | -1,38 % | +10,28 % | +2,33 % |

| Година:    | 2023. | 2024.   |
| ---------- | ----- | ------- |
| Број људи: | 484   | 483     |
| Разлика:   |       | -0,20 % |

Према подацима о броју становника из 2011. године насеље је имало 468 становника.